# ماتئوش باناشوک
ماتئوش باناشوک (لهستانی: Mateusz Banasiuk؛ زادهٔ ۲۱ سپتامبر ۱۹۸۵) بازیگر اهل لهستان است.
از فیلم‌ها یا مجموعه‌های تلویزیونی که وی در آن‌ها نقش داشته است، می‌توان به فرصت دوباره، فوریوزا، تمام آنچه بدان عشق می‌ورزم، عشق بزرگ، عشق پیچیده، نبرد ورشو ۱۹۲۰ و عشق اول اشاره نمود.